# 미셸 트랑블레

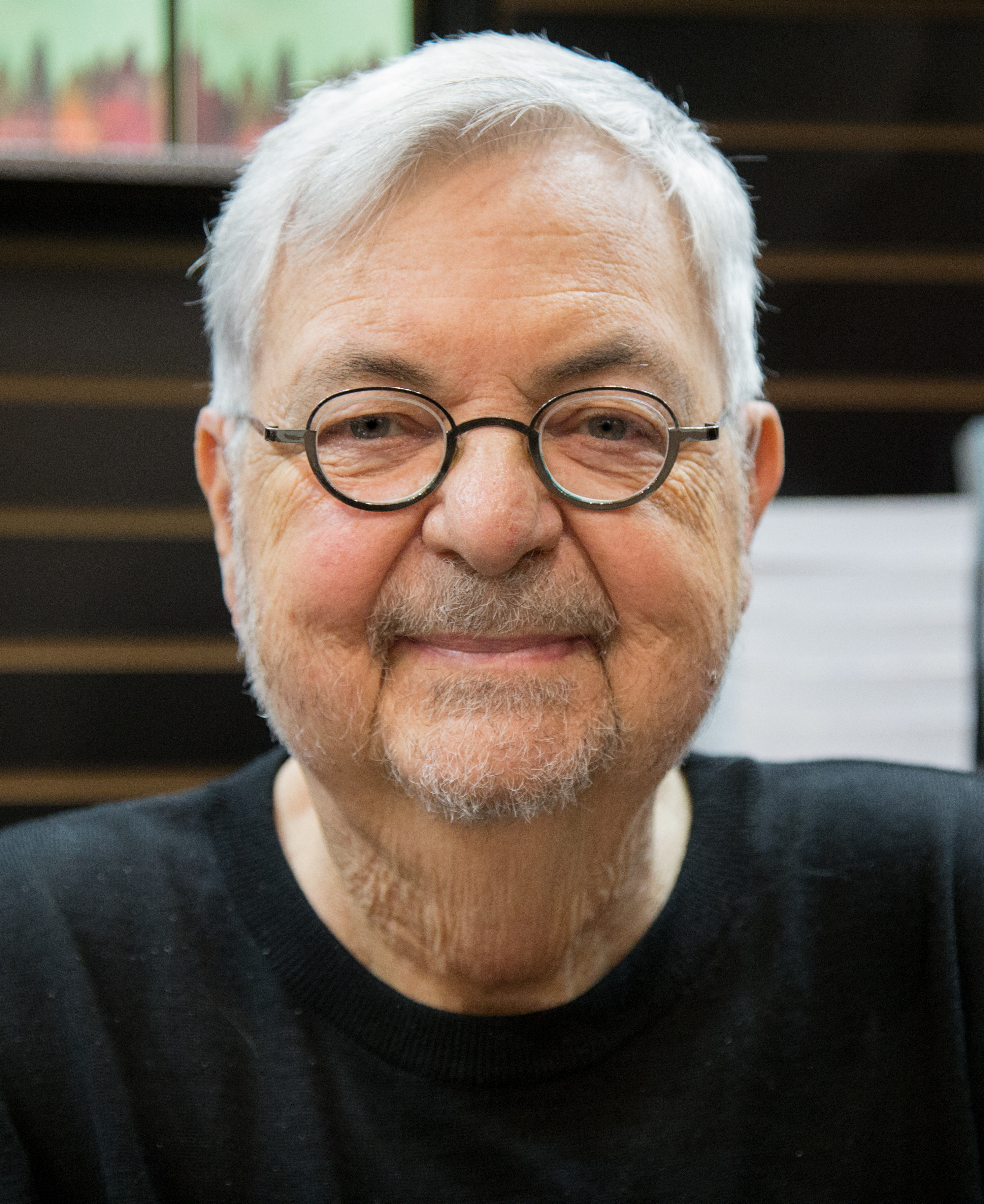

미셸 트랑블레(Michel Tremblay, 1942년 6월 25일 ~ )는 프랑스계 캐나다 소설가이다.

## 생애
1942년 6월 25일, 몬트리올에서도 주로 이민자들과 노동자들의 구역인 몽ᐨ루아얄 플라토(le plateau de Mont Royal)의 파브르(Fabre) 거리에서 노동자의 막내아들로 태어났다. 그는 많은 여자들에게 둘러싸여 행복한 어린 시절을 보냈다. 파브르 거리에서 한 지붕에 13명의 세 가족이 살았던 어린 시절, 그는 할머니, 어머니와 함께 문학적인 삶을 공유했다. 이런 분위기는 훗날 작가에게 매우 소중한 문학적 열정의 밑받침이 되었다.
트랑블레는 첫 번째 희곡 ＜기차(Le train)＞(1964)로 라디오 캐나다(Radio-Canada)에서 수여하는 젊은작가상을 수상했으며 이 덕택에 그는 1968년부터 국가로부터 지원을 받게 된다. 가장 유명한 작품 중 하나인 두 번째 극작품 ＜여자 동서들＞이 1968년 몬트리올 리도 베르 극단(Théâtre du Rideau Vert)에서 초연된 이후 그는 퀘벡 작가로서 명성을 떨치기 시작한다. 이후 그는 문학적 경력을 쌓으면서 수많은 상을 거머쥔다. 1970년과 1972년에 각각 ＜여자 동서들＞과 ＜영원히 당신을, 당신의 마리 루(À toi pour toujours, ta Marie-Lou)＞로 갈라메리타스(Gala Méritas)상을, 1972년, 1973년, 1974년, 1975년, 1978년, 1986년에 차머스어워드(Chalmers Award)를, 1974년 생 장 바티스트 학회에서 그의 작품 전체에 수여한 빅토르 모랭(Victor-Morin de la société Saint-Jean-Baptiste)상을, 1975년 캐나다 영화 축제에서 최고시나리오상을, 1975년에는 ＜호산나(Hosanna)＞로, 1976년에는 전체 작품으로 온타리오에서 수여하는 리외트낭 구베르뇌르(Lieutenant-gouverneur)상을, 1981년 ＜생 앙주 학교의 테레즈와 피에레트(Thérèse et Pierrette à l'école des Saints-Anges)＞로 프랑스 퀘벡(France-Québec)상을, 1984년 ＜공작부인과 평민 남자(La Duchesse et le roturier)＞와 ＜에두아르의 이야기들(Des nouvelles d'Édouard)＞로 퀘벡 파리(Québec-Paris)상을, 1988년 작품 전체로 아타나즈 다비드(Athanase-David)상을 수상했다. 또한 1984년에는 프랑스 정부로부터 프랑스문학예술기사(Chevalier de l'Ordre des Arts et des Lettres de France)로 임명되기도 한다.
연극 분야에서도 최근 20년간 가장 뛰어난 몬트리올 극작가로 자타가 공인하기에 이르렀고, 1989년 몬트리올서적그랑프리를, 1992년 몬트리올저널연극그랑프리 등을 수상한 바 있다.